# Theodor Pleske
Theodor Pleske, född 11 juli 1858 i Peterhof, död 1 augusti 1932 i Sankt Petersburg, var en rysk ornitolog, zoolog och entomolog, verksam vid zoologiska museet i Sankt Petersburg.
Theodor Pleske gick på Sankt Petersburgs klassiska gymnasium, och den tyska gymnasieskolan Sankt-Petri-Schule. Han tog examen 1878 och fortsatte sina studier vid Sankt Petersburgs universitet.
1880 följde han med på en expedition till Kolahalvön organiserad av Naturforskarföreningen i Sankt Petersburg. Hans samlingar av fåglar donerades till zoologiska museet 1881, där han arbetade under V.F. Russov och M.N. Bogdanov. Efter Bogdanovs pension 1886 blev Pleske assistent åt direktören A.A. Strauch, och arbetade vidare på Kolahalvön, där han bland annat beskrev Larus argentatus omissus 1928.
1886–1896 var Pleske prefekt för ornitologiska institutionen. Han bedrev fortsatt forskning på Kolahalvön, och resultaten därifrån publicerades i "En kritisk granskning av däggdjur och fåglar på Kolahalvön" (1887). Pleske reviderade huvuddelen av de ornitologiska samlingarna som Nikolaj Przjevalskijs expeditioner tagit med sig från Asien. Han publicerade tre nummer av serien "Scientific results of the N.M. Przewalski expeditions to Central Asia" (1889, 1890, 1894), inklusive beskrivningar av fågelarter som var nya för vetenskapen.
Särskilt känd är Pleske för fem nummer av "Avifauna of Russian Empire" (1889–1891) som ägnas åt sångare, och en monografi om arktiska fåglar som publicerades 1928 i Boston (USA).
1893 rekommenderades Pleske av Strauch att väljas in i Vetenskapsakademien. Pleske utsågs till ledamot av museets ledningsgrupp. Han avgick dock officiellt från Vetenskapsakademien den 2 oktober 1896. 
Efter revolutionen sökte Pleske 1918 åter arbete på museet, där han valde att inte arbeta med fåglar, på grund av potentiell exponering för arsenik. Han började istället arbeta med insekter, särskilt med vapenflugor.
1919 arbetade han återigen med fåglar och undersökte materialet från den ryska polarexpeditionen 1900–1903. 1920 blev han chef för institutionen för ornitologi. Han började också arbeta med organiseringen av museets bibliotek.
1932 kan Pleske ha blivit arresterad eftersom hans namn ej fanns med bland medlemmarna i Vetenskapsakademien, orsakerna är okända. 
Theodor Pleske dog den 1 augusti 1932 och begravdes på Lutherska Smolenskkyrkogården i Sankt Petersburg.